# فرانك كالاغان
فرانك كالاغان (بالإنجليزية: Francis Raymond Callaghan)‏ هو عالم ومدرس نيوزيلندي، ولد في 15 أبريل 1891، وتوفي في 10 مارس 1980.